# Château de Quarate
Le château de Quarate (en italien : Castello di Quarate)  est situé à Quarate, un hameau de la commune de Bagno a Ripoli (ville métropolitaine de Florence) en Toscane,.

## Historique
Avant la construction du château, il devait y avoir une forteresse romaine sur le site, d'où dérive le nom de la région, un castrum appelé centuria quadrata qui a probablement été récupérée et agrandie à l'époque lombarde, comme le suggère le nom de l'église voisine San Michele Arcangelo. Les premières informations officielles sur le château se trouvent dans un document de 1098.

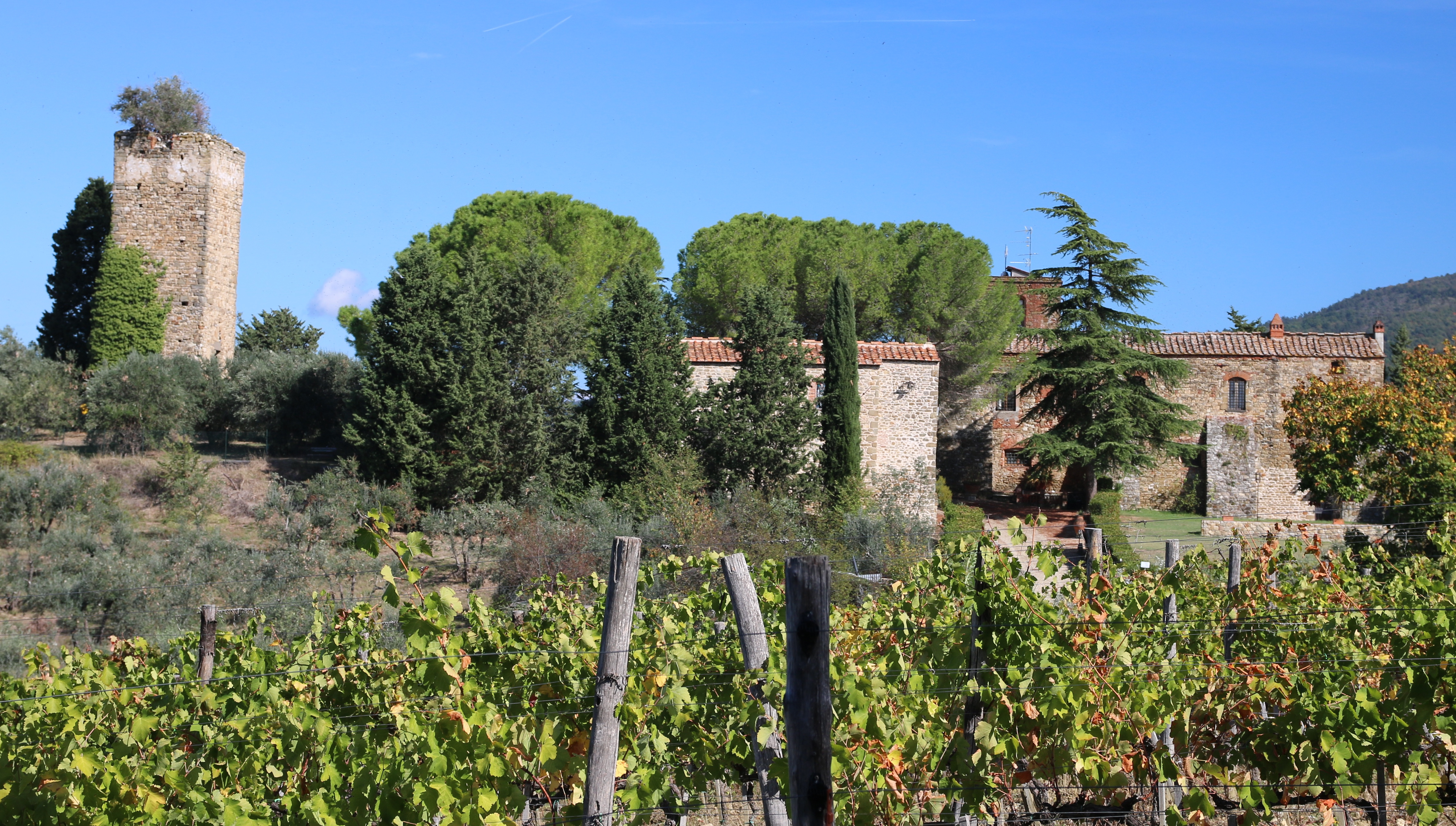

Il appartenait à la famille Quaratesi (it), qui a pris son nom. À partir de 1534 il est passé entre les mains d'autres propriétaires.
Dans l'actuelle résidence, la structure du XIIIe siècle a un plan rectangulaire et une cour centrale. Se distinguent une tour sans sommet, du côté nord-ouest, et une deuxième isolée, à quelques dizaines de mètres, à base carrée et construite en grès, avec un olivier singulier à son sommet, ce qui lui a valu le nom de "tour de l'olivier". De plus, peu de vestiges des murs qui entouraient la colline sont visibles.
À une courte distance se trouve la chapelle de San Michele Arcangelo, qui fut paroisse jusqu'au XVe siècle et aujourd'hui rénovée.